# Mathilde Weissmann
Mathilde Weissmann-Sawerthal (Timișoara, 2 februari 1846 – Rome, 22 juli 1908) was een Tsjechische zangeres (sopraan). Zij was de dochter van de componist en militaire kapelmeester Joseph Rudolph Sawerthal.
Zoals haar vader studeerde zij van 1859 tot 1863 aan het Conservatorium van Praag, onder andere zang bij Giovanni Battista Gordigiani. Als het eerste grote optreden is een concert in 1870 in Pisa bekend. In 1871 vertrok zij naar Londen en kreeg een betrekking aan het Drury Lane Theatre. Aansluitend vertrok zij weer naar Praag en kreeg een aanstelling aan de opera aldaar.
Daarna is van haar zangcarrière verder niets bekend. Zij huwde met Maximilian Baron Weissmann. Haar lichaam is op het Cimitero Acattolico in Rome begraven.
- Gemeinsame Normdatei: 1042928053
- Virtual International Authority File: 305316541